# サレムの魔女
サレムの魔女 (サレムのまじょ、フランス語: Les Sorcières de Salem, ドイツ語: Die Hexen von Salem or Hexenjagd)は1957年に公開されたフランス・東ドイツ合作の映画。製作兼監督はレイモン・ルーロー。脚本は1953年のアーサー・ミラーの戯曲『るつぼ』を元にしてジャン・ポール・サルトルによって書かれた。 